# Eriopyga parens
Eriopyga parens är en fjärilsart som beskrevs av William Schaus. Eriopyga parens ingår i släktet Eriopyga och familjen nattflyn. Inga underarter finns listade i Catalogue of Life.